# 可罗食品
可罗食品（丹麥語：CO-RO），丹麦股份有限公司。国际上知名软性饮料生产商，尤以生产浓缩果汁闻名。1942年于丹麦哥本哈根成立，创办人为Petersen兄弟。

## 歷史
1942年时于哥本哈根郊外成立，草创初期主要贩卖矿泉水和冰淇淋。1950年代开始生产销售日后作为主力产品的软性饮料。1960年代开始向欧洲外拓展。1966年创建浓缩果汁Sunquick（新的）品牌。1967年在伊拉克签立首家分销伙伴公司。1977年在沙地阿拉伯建厂。1986年首度在中国设厂。1992年与马来西亚公司合伙在馬國设厂。2018年首度在海外收购公司。 该收购案是期许亚洲市场增长的可罗食品当年在中国收购汇源果汁旗下分销服务商金奎鼎大部分股权，以进入其分销网络，并于翌年协同整合并入可罗食品。

## 市場
如今主要市场落在欧亚非地区，其中该公司又把亚洲市场分为西亚和亚洲两区域看待。在杜拜和吉隆坡设置区域分公司，并在沙地阿拉伯、中国、马来西亚、斯里兰卡、肯尼亚和伊拉克等地自有或共有生产设施。2023年时，年营业额3亿美元，年销35亿份饮料。
2016年時，可羅市場旗下的Sunquick品牌在衆多市場中，在馬來西亞市場上最受歡迎。該品牌在世界上最大的生產工廠即座落在該國檳城。即使在同類商品中價格最爲昂貴，當時在馬來西亞仍以42%的市場佔有率稱冠。

## 旗下品牌
- Sunquick（新的）[2][6]
- Suntop
- Sun Lolly
- Sun Cola

## 外部连结
- 可罗食品官方网页 （页面存档备份，存于）